# Sansoen Phra Barami
"Sansoen Phra Barami" (em tailandês:  สรรเสริญพระบารมี, lit: glorifique Seu prestígio) é o hino real da Tailândia, que existe concomitantemente com Phleng Chat, seu hino nacional. A melodia é de autoria do compositor russo Pyotr Shchurovsky e foi adotada em 1888 como o hino do Reino de Sião, a então denominação da Tailândia. A letra foi escrita 25 anos depois, em 1913, pelo príncipe Narisara Nuvadtivong e mais tarde revista pelo rei Vajiravudh. 
"Sansoen Phra Barami" foi o hino nacional de Sião até 1932, quando foi substituído por Phleng Chat. O hino é tocado em ocasiões cerimoniais na presença de membros do alto escalão da realeza e também antes de começarem filmes no cinema, peças no teatro, apresentações de música e eventos similares. Também é escutado quando a programação de certas estações de rádio e TV começa ou termina. O Channel 7, por exemplo, toca o hino e exibe um vídeo com fotografias do rei Bhumibol Adulyadej desde seu nascimento até sua morte.

## Letra

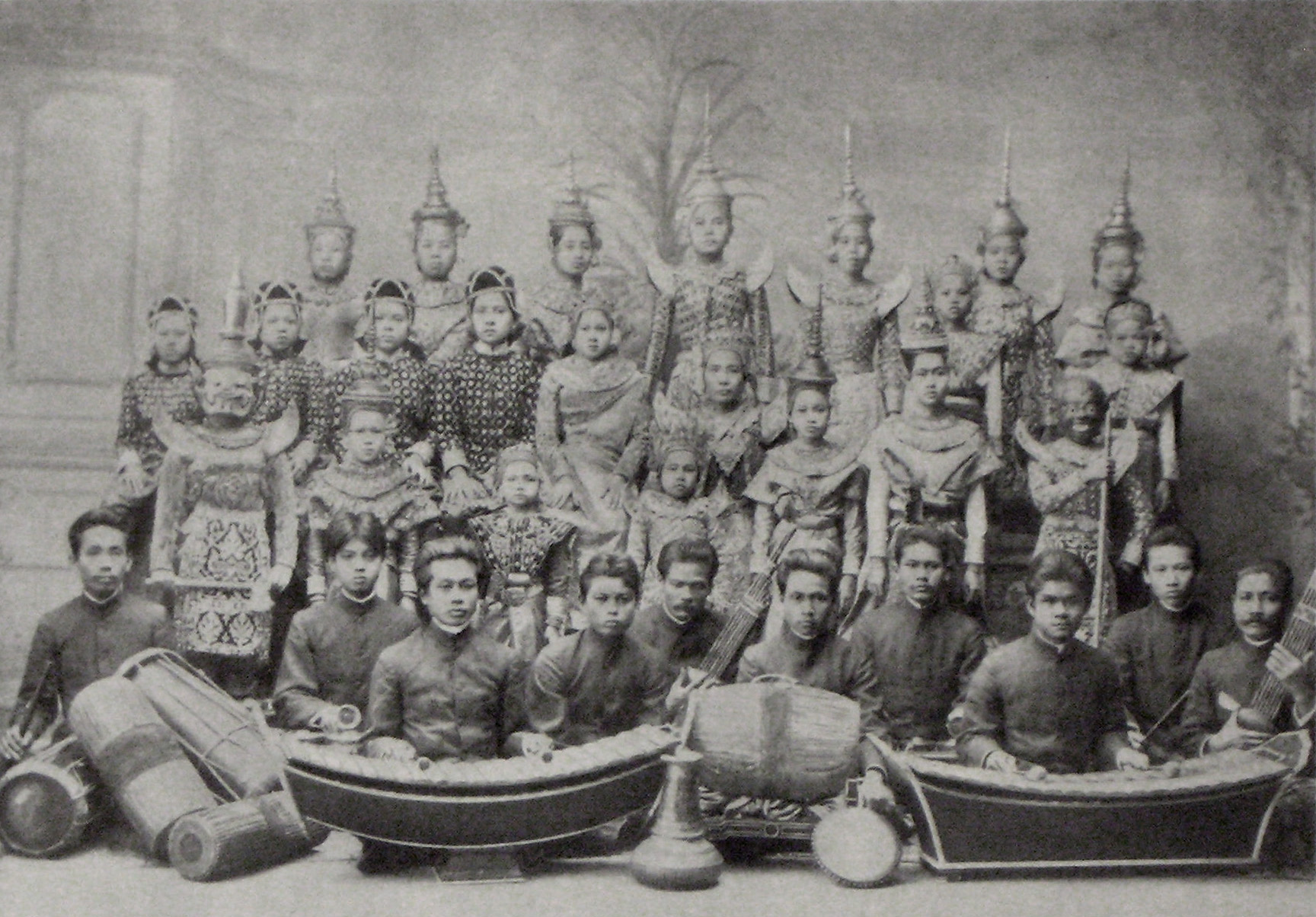
Banda siamesa que tocou o hino em Berlim, 1900.

| Tailandês           | Transliteração (RTGS)          | Transcrição (AFI)                         |
| ข้าวรพุทธเจ้า          | Kha Wora Phuttha Chao          | [kʰâ: wɔ:.ráʔ pʰút.tʰáʔ t͡ɕâːw]            |
| เอามโนและศิระกราน    | Ao Mano Lae Sira Kran          | [ʔaw má.noː lɛ́ʔ sì.ráʔ kraːn]             |
| นบพระภูมิบาล บุญดิเรก   | Nop Phra Phumi Ban Bunya Direk | [nóp pʰráʔ pʰuː.míʔ baːn bun.jáʔ dì.rèːk] |
| เอกบรมจักริน          | Ek Boromma Chakkrin            | [ʔèːk bɔ:.rom.máʔ t͡ɕàk.krin]              |
| พระสยามินทร์          | Phra Sayamin                   | [pʰráʔ sà.jǎ:.min]                        |
| พระยศยิ่งยง           | Phra Yotsa Ying Yong           | [pʰráʔ jót.sàʔ jîŋ joŋ]                   |
| เย็นศิระเพราะพระบริบาล | Yen Sira Phro Phra Bori Ban    | [jen sì.ráʔ pʰrɔ́ʔ pʰráʔ bɔ:.ríʔ baːn]     |
| ผลพระคุณ ธ รักษา      | Phon Phra Khun Tha Raksa       | [pʰǒn pʰráʔ kʰun tʰáʔ rák.sǎː]            |
| ปวงประชาเป็นสุขศานต์   | Puang Pracha Pen Sukkha San    | [pu:aŋ prà.t͡ɕaː pen sùk.kʰà sǎːn]         |
| ขอบันดาล             | Kho Bandan                     | [kʰɔ̌: ban.daːn]                           |
| ธ ประสงค์ใด          | Tha Prasong Dai                | [tʰáʔ prà.sǒŋ daj]                        |
| จงสฤษดิ์ดัง            | Chong Sarit Dang               | [t͡ɕoŋ sà.rìt daŋ]                         |
| หวังวรหฤทัย           | Wang Wara Haruethai            | [wǎŋ wá.ráʔ hà.rɯ́.tʰaj]                   |
| ดุจถวายชัย ชโย        | Dut Cha Thawai Chai Chayo      | [dùt.t͡ɕàʔ tʰà.wǎːj t͡ɕʰaj t͡ɕʰá.jo:]        |

### Tradução em português
Eu, súdito de Sua grande Majestade,
prostro meu coração e minha cabeça
para reverenciar o governante, cujos méritos são ilimitados.
Nosso glorioso soberano,
o maior de Sião,
com grande e duradoura honra,
nos dá paz e segurança por causa de Seu governo real.
Os frutos dos Seus méritos mantêm
o povo em felicidade e paz.
E que
o que for que Ele deseje
seja feito
de acordo com as esperanças de Seu grande coração
enquanto lhe desejamos vitória, urra!